# Sant Andreu Vell d'Arcavell
Sant Andreu Vell d'Arcavell és una església del municipi de les Valls de Valira inclosa en l'Inventari del Patrimoni Arquitectònic de Catalunya.

## Descripció
Edifici religiós en estat ruïnós del qual només resta part de l'absis. Originàriament tenia una nau. L'absis és construït amb carreus disposats en filades de pedres i té finestra adovellada de doble esqueixada oberta al mig.
Al seu costat hi ha les restes de la caserna de carrabiners, un edifici de planta rectangular i parets de tàpia arruïnat.

## Història
La caserna hostatjava els soldats encarregats de vigilar la frontera.